# Tirotricina
La tirotricina è una mistura di antibiotici peptidici a struttura ciclica costituita da gramicidina e tirocidina rispettivamente presenti in concentrazioni variabili tra il 20-25% e tra il 70-80.
Fu isolato per la prima volta nel 1939 dal batteriologo statunitense René Dubos da ceppi batterici di Bacillus brevis.
Possiede un ampio spettro d'azione: ha attività antibatterica ed antimicotica verso numerosi batteri Gram-positivi ed alcuni funghi; presenta resistenze nei confronti dei batteri Gram-negativi.
Rispetto alle penicilline ha il vantaggio di presentare raramente antibiotico-resistenza sui batteri verso i quali è attiva.
Viene di solito utilizzata in compresse orosolubili per combattere faringiti, infezioni batteriche del cavo orale e per la terapia topica delle stomatiti. La tirotricina viene infatti scarsamente assorbita dalla mucosa della bocca, permettendo perciò che alte concentrazioni possano permanere per lungo tempo nel cavo orale, svolgendo così l'attività antibatterica. Vista l'attività talvolta anche tossica, si trova in commercio, presente in diverse forme, ma per uso locale.